# Orientalische Christen in Europa
Zu den orientalischen Christen in Europa gehören Mitglieder aus byzantinisch-orthodoxen, orientalisch-orthodoxen und katholischer Ostkirchen („unierter Kirchen“), die ihre Wurzel im Gebiet am östlichen Rand des Römischen Reichs bzw. jenseits seiner Grenzen hatten. Ihre Zahl wird allein in Deutschland auf etwa 200.000 geschätzt, von denen aber nicht alle kirchlich organisiert sind.

## Orientalisch-orthodoxe Kirchen

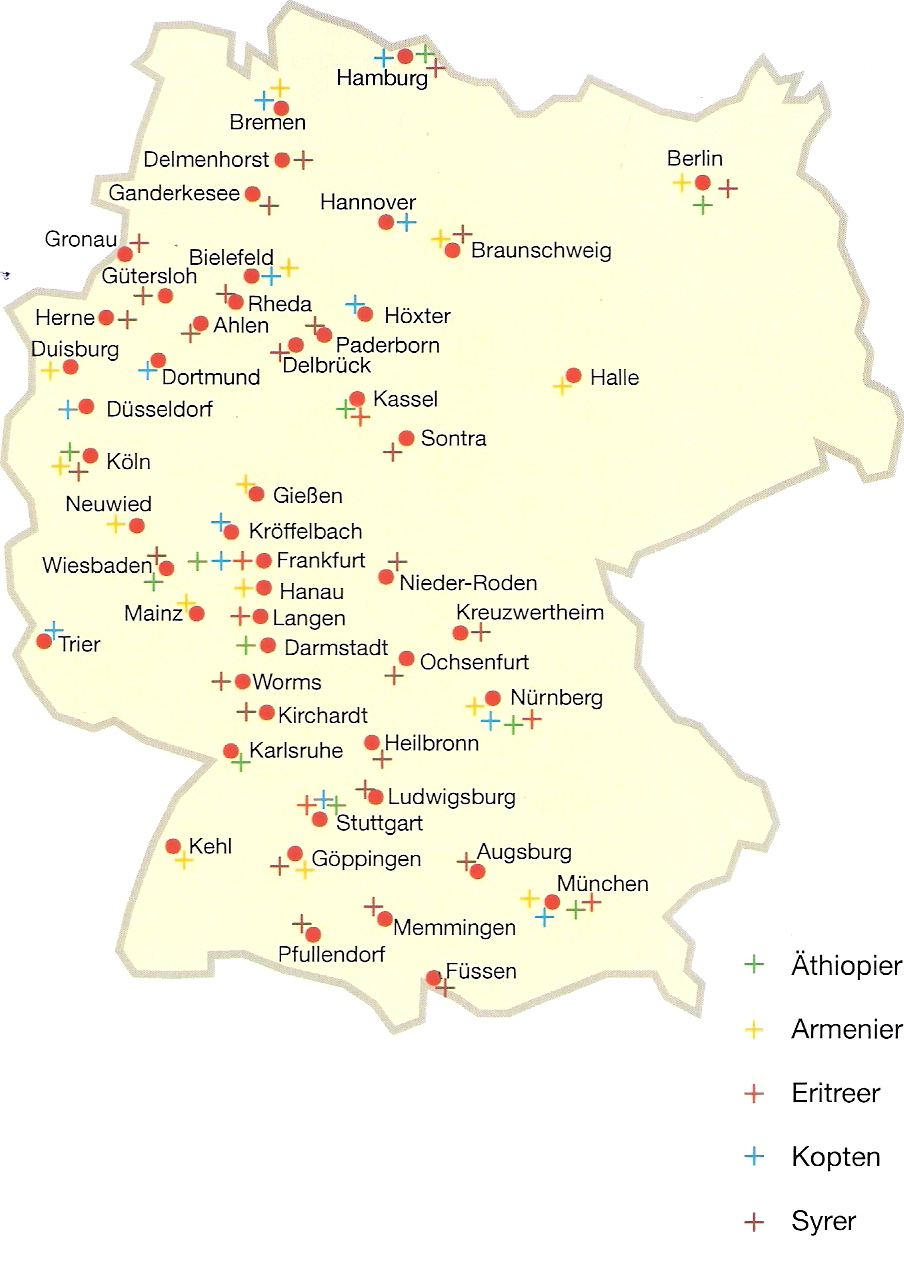
Karte der orientalisch-orthodoxen Gemeinden in Deutschland

- Die Armenische Apostolische Kirche ist seit dem 14. Jahrhundert in Westeuropa präsent. Die älteste Gemeinde befindet sich in Wien. Heute befinden sich Gemeinden in jedem europäischen Land, besonders in Frankreich, welches nach dem Völkermord eine Zufluchtsstätte für viele Armenier in Europa wurde. In Deutschland gibt es einen Sitz in Köln und mehrere Gemeinden.

- Die Koptische Kirche hat etwa 10 Gemeinden und zwei Klöster in Deutschland; das Kloster Kröffelbach mit einem Theologischen Institut und das Kloster Brenkhausen bei (Höxter) mit dem dort ansässigen Bischof Anba Damian (Generalbischof für Deutschland) in Westeuropa.[2] In Italien bestehen seit 1996 zwei koptische Diözesen: 1. Mailand und Umgebung; 2. Turin und Rom. In Großbritannien hat die aus koptischer Tradition entstandene Britisch-Orthodoxe Kirche eine gewisse Selbständigkeit. Daneben gibt es aber auch drei eigene koptische Diözesen für das Vereinigte Königreich und Irland mit 32 Gemeinden und ca. 20.000 Gläubigen.[3] Weitere Gemeinden bestehen u. a. in Amsterdam, Kopenhagen, Paris, Utrecht, Wien und Zürich[4].
- Die Äthiopische Kirche hat mehrere Gemeinden in Westeuropa. Viele äthiopische Priesteramtskandidaten kommen für theologische Studien nach Europa. Durch den Bürgerkrieg sind viele äthiopische und eritreische Christen nach Europa gekommen. Äthiopische Kirchengemeinden gibt es in großen Städten (Frankfurt, Zürich, Wien, Köln, Paris).
- Die Syrisch-Orthodoxe Kirche von Antiochien hat heute mehrere Diözesen in Europa: Deutschland, Österreich-Schweiz (Patriarchalvikar ist Mor Dionysios İsa Gürbüz), Belgien, Frankreich, Niederland und Schweden. Die Syrisch-Orthodoxe Erzdiözese von Deutschland umfasst 51 Gemeinden mit (nach eigenen Angaben) etwa 100.000 Mitgliedern; Erzbischof ist Philoxenos Matthias Nayis.[5]  In den Niederlanden gibt es 12 Gemeinden, in Belgien sechs, in der Schweiz fünf, in Frankreich und Österreich jeweils zwei. Klöster bestehen in Hengelo (Niederlande), in Warburg (Kloster Mar Sarug) und in Arth SZ am Zugersee / Schweiz.
- Durch eine Abspaltung von ihr entstand 2007 die Syrisch-Orthodoxe Kirche von Europa, zuerst als Erzdiözese der Malankara Orthodox-Syrischen Kirche. Sie erklärte sich 2009 für selbständig und änderte 2010 ihren Namen in „Antiochenisch Syrisch-Orthodoxe Kirche“. Seitdem beanspruchte sie die Jurisdiktion für alle syrisch-orthodoxen Gemeinden, in denen nicht mehr die syrische Sprache im Gebrauch ist. Sie umfasste auch Gemeinden in Nord- und Lateinamerika, zu denen aber wahrscheinlich nur wenige tausend Gläubige gehören. Metropolit und Primas von Europa und den USA war Mor Severius Moses, der inzwischen zur sogenannten Kirche der wahren orthodoxen Christen Griechenlands (Chrysostomos-Synode) übergetreten ist.

im Kloster St. Gabriel im thüringischen Altenbergen (Leinatal) residiert.
- Die Assyrische Kirche des Ostens hat in Deutschland zwei Gemeinden in Wiesbaden und Mainz, darunter eine der Altkalendarier mit eigenem Bischof: Mar Timotheus Shalita Odisho (* 1936), sowie in Österreich eine Mission in der Boltzmanngasse in Wien.

Als Dachorganisation dient seit 2013, der Zentralrat Orientalischer Christen in Deutschland.

## Katholische Ostkirchen
- Maroniten und griechisch-katholische Christen kamen seit dem 15. Jahrhundert meist zur theologischen Ausbildung nach Rom (Vatikan). Die meisten Maroniten und griechisch-katholischen Christen im Orient sind frankophon. Seit langem kommen Libanesen nach Frankreich, um dort zu studieren oder ihre Studien (zur Promotion) fortzusetzen. Durch den Bürgerkrieg im Libanon kamen viele libanesische Christen nach Frankreich. Heute hat die Maronitische Kirche in Paris und Marseille Gemeinden. Seit 2003 gibt es in Wien eine maronitische Gemeinde, die von einem Seelsorger betreut wird. In Wien gibt es auch eine griechisch-katholische Gemeinde für Orientchristen. In Deutschland gibt es seit ein paar Jahren maronitische Kirchengemeinschaften in München, Hannover, Hamburg, Düsseldorf, Berlin und Frankfurt am Main.[6]
- Armenisch-katholische Gemeinden gibt es seit dem 18. Jahrhundert in Venedig und Wien.